# Der Silbertunnel
Der Silbertunnel ist ein deutscher Abenteuer-Stummfilm aus dem Jahre 1915 von Joseph Delmont mit Hugo Flink in der Hauptrolle.

## Handlung
Die Regierung von Albanien hat festgestellt, dass an der Grenze des Landes zu Rumelien geheimnisvolle Dinge vor sich gehen. Überall werden in Grenznähe Fabrikanlagen hochgezogen, und man arbeitet dort Tag und Nacht. Der Meisterdetektiv Baron Constantin wird damit beauftragt, den Dingen auf den Grund zu gehen. Er begibt sich in die Stadt Agardo, wo er die junge Kollegin Myra kennenlernt, die als Geheimagentin im Dienste der rumelischen Regierung steht. Während der Baron sie zu observieren versucht, ist die junge Frau ihm ständig einen Schritt voraus und überlistet ihn. Constantin entdeckt jedoch in unmittelbarer Grenznähe einen Tunnel, in den er, als rumelischer Arbeiter verkleidet, vordringt. Der Baron muss feststellen, dass hier Silberminen ausgebeutet werden, die jedoch bereits auf dem Territorium Albaniens liegen. Baron Constantin wird vom Feind entdeckt. Er kann jedoch fliehen, aber nicht verhindern, dass schließlich von ihm fotografische Aufnahmen gemacht werden.
Myra wird von ihrer Seite damit beauftragt, den Film auf der Kameraplatte zu entwickeln. Als sie erkennt, wer fotografiert wurde, vernichtet sie die Aufnahmen, denn sie hat sich in der Zwischenzeit in ihren Gegenspieler verliebt. Myra macht Constantin klar, dass er demnächst auffliegen wird und rät ihm dringend, Rumelien zu verlassen. Doch der Spion im Dienste Albaniens will nicht vorher gehen, bis er seinen Auftrag vollständig erfüllt hat. Dann wird es jedoch höchste Zeit zu fliehen. Der Baron  verstaucht sich dabei den Fuß, und wieder ist es Myra, die ihn davor bewahrt, von seinen  Häschern gefangen genommen zu werden. Der für tot gehaltene Baron soll mit einem albanischen Pioniertrupp die von Rumelien aus geplante Sprengung der gesamten Tunnel- und Fabrikanlage zu verhindern. Es kommt zu einem Handgemenge mit dem Gegner, wobei die Sprengung unbeabsichtigterweise ausgelöst wird. Schwer verletzt wird Constantin geborgen und anschließend von Myra gesund gepflegt. Sie beide wissen, dass sie fortan zusammengehören.

## Produktionsnotizen
Der Silbertunnel entstand im Frühherbst 1915 im Bioscop-Atelier in Neubabelsberg, passierte im Oktober desselben Jahres die Filmzensur und wurde bald darauf uraufgeführt. Erst am 4. April 1919 erfolgte auch die österreichische Premiere des Dreiakters.

## Kritik
Die Neue Kino-Rundschau befand: „Es fehlt nicht an interessanten Momenten und die Explosion stempelt das ganze zum Sensationsfilm. Die Inszenierung ist geschickt gemacht, de Photographie von tadelloser Güte“.